# ジャン・プチ (占星術師)
ジャン・プチ（Jean Petit, 16世紀末頃?- 1630年代初頭?）は、17世紀フランスの占星術師。彼の名を冠した暦書は、17世紀を通じて多く刊行された。

## 生涯
プチは、著作中で「パリのジャン・プチ」と名乗っている他は、伝記的詳細を示していない。1616年に第一作を発表していることから、16世紀末頃には生まれていたと推測されている。
彼の暦書は青本の一種として廉価で販売され、大成功をおさめたが、他方で『新たに彼岸に到着した三人のユダヤ人占星術師モルガール、プチ、ラリヴェの遭遇と難破Rencontre et naufrage de trois astrologues judiciaires, Mauregard, I. Petit et P. Larivey nouvellement arrivez en l'autre monde』（パリ/ オータン、1634年）では当時の他の人気占星術師とともに嘲笑の対象とされている。この風刺書の内容から、1630年代初頭までに投獄されて獄中で没したと見る者もいるが、真偽は未詳である。

## 著書
彼の処女作は『1617年に始まり1621年に終わる…より記憶されるべき出来事の5年間の予言 Prédictions pour cinq années des choses plus mémorables…commençant en l'an 1617 et finissant en l'an 1621』（パリ、1616年）である。これはガリカデジタル図書館（フランス国立図書館）で見ることができる。
彼は、ピエール・ド・ラリヴェ2世の1628年向けの暦書で校訂者として言及されたりもしているが、彼自身の暦書で確認できる最古のものは、『1631年向けの暦 Almanach pour l'an de grâce 1631』である。以降、1641年向けまでが刊行された（上記の通り、1630年代初頭に没していた場合、以降の暦書は偽作であると思われる）。
1649年にも、彼の名を冠した著作が刊行されている（『黄金数あるいは月の周期の永遠の予言 Prédictions perpétuelles du Nombre d'or ou cycle lunaire』。これは以降19年間の予言であるが、対象年をずらした版が1653年と1655年にも刊行されている）。同じ年には彼の名前を援用したマザリナードも刊行されている（『国王の略奪に関する滑稽な破局 La catastrophe burlesque sur l'enlèvement du Roi』）。

## リヨンのジャン・プチ
1660年代後半からは再びパリやトロワでジャン・プチ名義の暦書が毎年のように出版されるようになる。ただし、それらには「リヨンのジャン・プチ」と書かれている。単に偶然同じ名前だった別の占星術師という可能性も否定しきれないが、著書では権威付けにノストラダムスやティコ・ブラーエの名前を援用しているため、パリのプチに便乗した人物であろうと見なされている。
「リヨンのジャン・プチ」の最初の著書は『ミシェル・ノストラダムス師の古い手稿から引用され、ティコ・ブラーエの計算に従ってリヨンのJ.P.師によって新たに算定された…1667年向けの天文暦あるいは暦 Ephemeris ou almanach historial pour l'an de grâce mil six cents soixante sept … tiré des anciens manuscrits de Me. Michel Nostradamus, et nouvellement supputé suivant le calcul de Tychobrahe, par Me. I. P. Lyonnais』（トロワ、1667年頃）である。この時点では著者名はイニシャルだが、後にほぼ同じタイトルの暦書がジャン・プチ名義で相次いで刊行されるようになるので、同一の著者と見なされている。彼の暦書は1700年向けまでが確認されている。また、より長い幅の予言として、『1683年に始まり1694年に終わる12年間の全般的予言 Génèrales prédictions pour douze ans commençant en l'année 1683 et finissant en l'année 1694』（トロワ、1683年頃）なども刊行していた。